# Araneus meropes
Araneus meropes là một loài nhện trong họ Araneidae.
Loài này thuộc chi Araneus. Araneus meropes được Eugen von Keyserling miêu tả năm 1865.